# The Spies of Warsaw
The Spies of Warsaw är en spionroman, skriven av den amerikanske författaren Alan Furst.

## Dramatiseringar
Miniserie från 2013 som utspelas under oktober 1937 då Jean-Francois Mercier (David Tennant), en militärattaché vid den franska ambassaden dras in i ett livsfarligt spel om inflytande och kontroll över ett framtida Polen.